# Scuola grigia

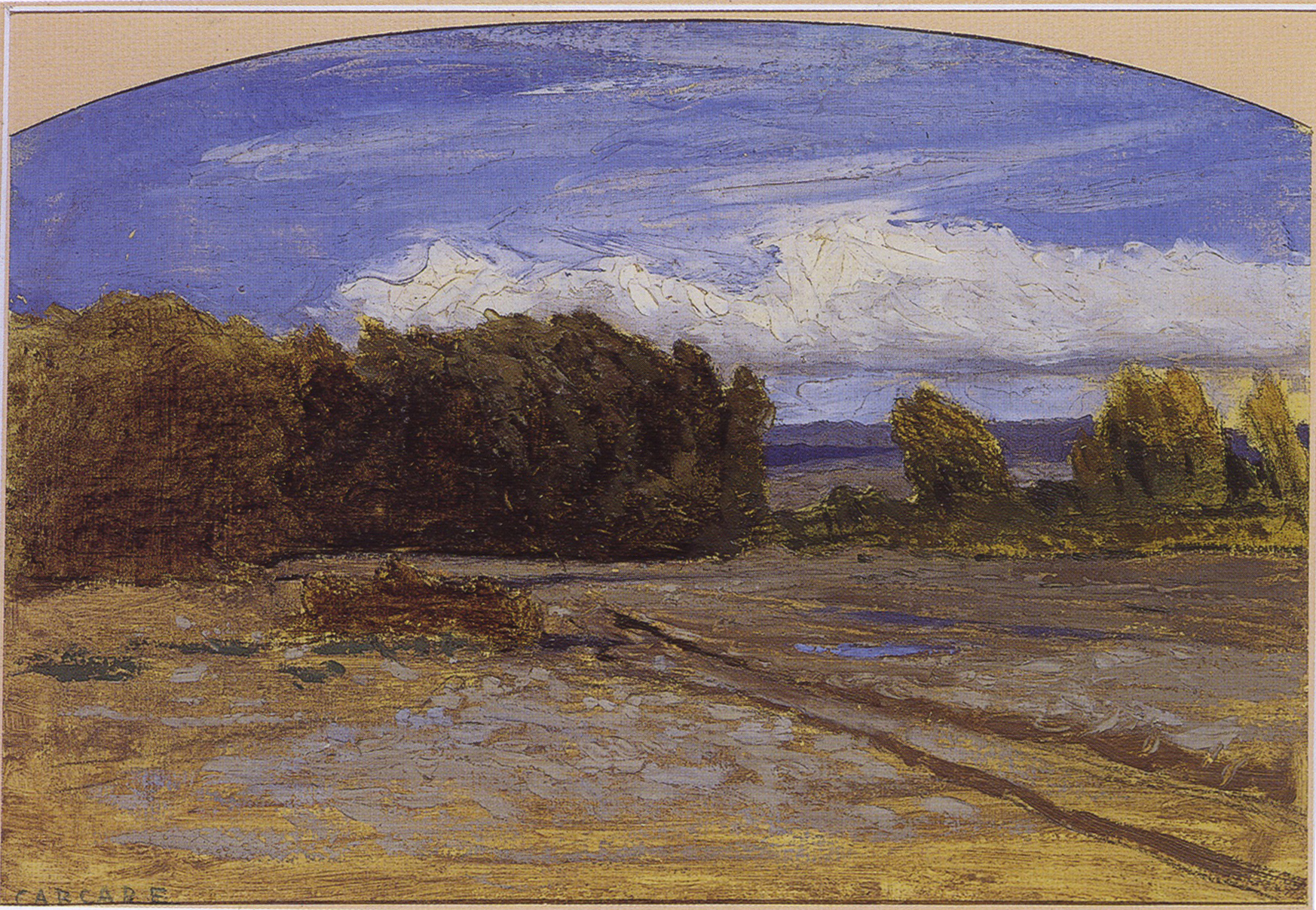
Alfredo D'Andrade,
Carcare, olio su carta (1863)

La Scuola grigia o Scuola dei Grigi fu una scuola pittorica ligure che nella seconda metà del XIX secolo rinnovò l'approccio norditalico al paesaggio, aderendo alla visione artistica antiaccademica e naturalista allora in voga in Francia e ispirandosi indirettamente al fermento politico provocato dai moti del 1848, in un periodo in cui l'Italia settentrionale in ambito artistico risentiva ancora di un atteggiamento conservatore e convenzionale.

## Storia
La Scuola grigia, attiva nei decenni dal 1860 al 1880, si formò in Liguria intorno ai "Grigi", un circolo di amici, alcuni dei quali frequentarono l'Accademia ligustica di belle arti. Questi giovani artisti seppero a poco a poco trovare una visione comune e una serie di pittori a cui rifarsi (in particolare i paesisti francesi degli anni trenta) secondo una visione aperta agli influssi internazionali. Per questo loro approccio al vero e alla natura esperita all'aria aperta i Grigi vennero avversati a lungo dalla critica ufficiale.

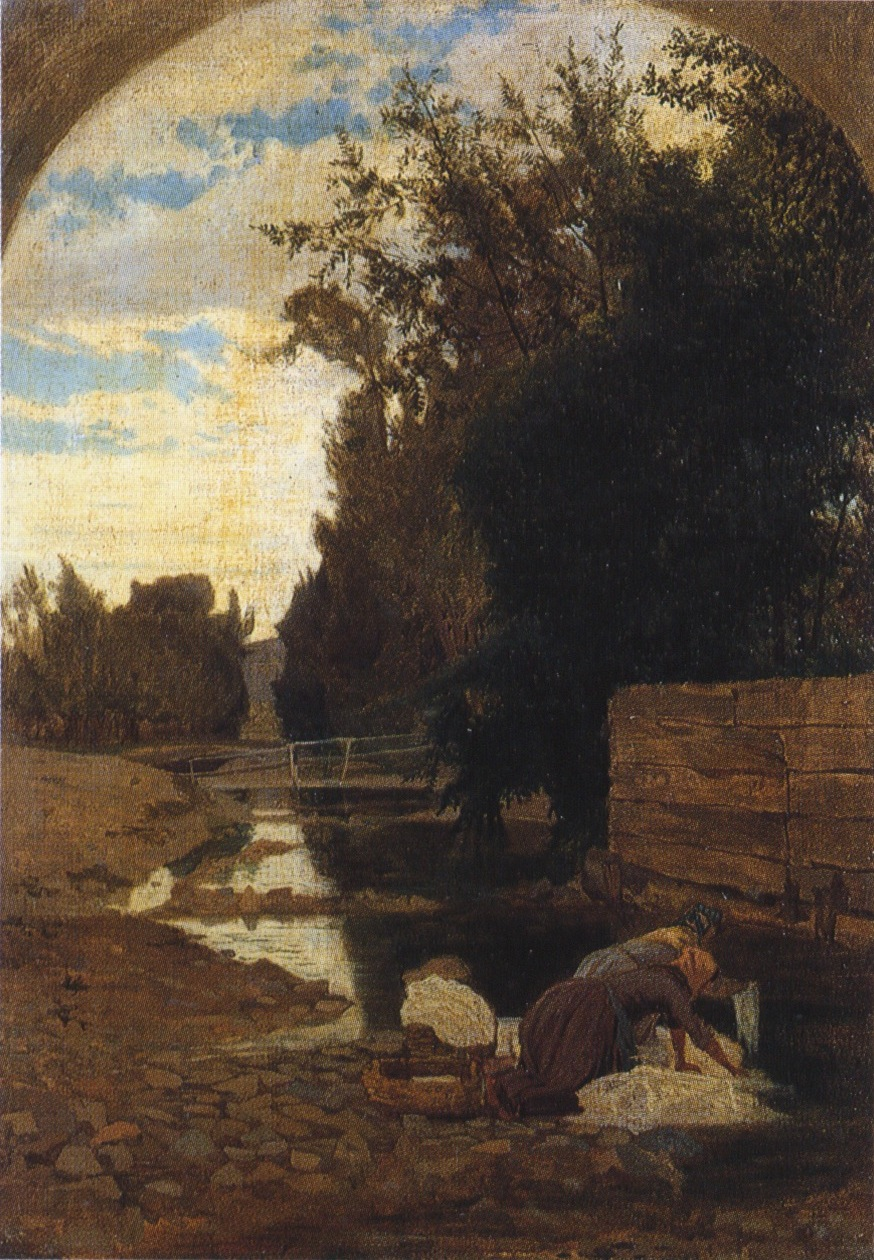
Ernesto Rayper, Lavandaie a Carcare (1866).

Capostipite della Scuola grigia fu Ernesto Rayper, ma tra i suoi principali animatori teorici vi fu Tammar Luxoro, maestro di Rayper, che nei primi anni di metà Ottocento stava già superando l'accademismo ufficiale e si avvicinava alla nuova mentalità della "poesia e dell'intima imitazione del vero" e del "paesismo d'emozione", sulla scia delle forti impressioni lasciategli dall'incontro con Antonio Fontanesi e l'approvazione mediata del realismo di Jean-Baptiste Camille Corot e l'arte di Charles-François Daubigny, con un progressivo abbandono del romanticismo ormai di maniera. 
Luxoro ebbe più un ruolo di mentore che di attivo partecipante agli incontri che Rayper a poco a poco organizzava a Carcare in annuali raduni estivi, ma fu proprio grazie al suo influsso che Rayper si distolse dall'intento di seguire la scuola di Alexandre Calame. A partire dal 1863 anche Alfredo D'Andrade, un precoce pittore di origini portoghesi che partiva da una preferenza per la scuola del Calame, ne fu distolto dal Luxoro e dal Fontanesi, e accompagnò Rayper a Carcare, insieme all'artista spagnolo Serafino De Avendaño, sancendo così l'inizio della sua partecipazione agli incontri.
 È quell'anno che nacque ufficialmente la Scuola grigia: tra i membri che parteciparono in un secondo tempo a quegli incontri vi furono Alberto Issel e, come detto saltuariamente, il Luxoro. 

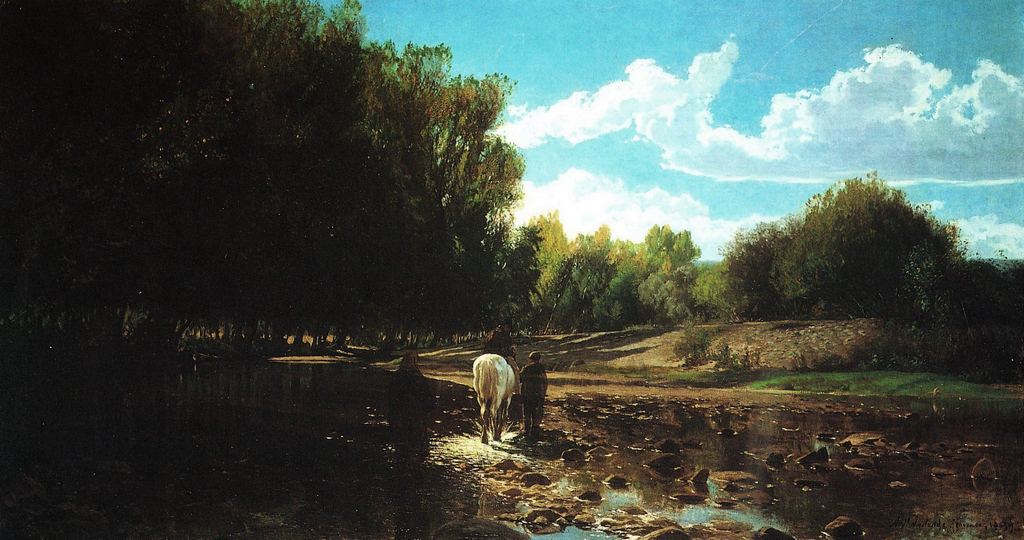
Alfredo D'Andrade, Motivo sulla Bormida (1865)

Aderirono alla Scuola grigia i pittori: Santo Bertelli, Domenico Casella (1856-1925), Gabriele Castagnola, Alfredo D'Andrade, Serafino De Avendaño, Francesco Gandolfi, Alberto Issel, Tammar Luxoro, Benedetto Musso, Carlo Prayer (junior, 1828 – 1891), Ernesto Rayper, Francesco Semino, Antonio Varni, Giovanni Battista Villa, Umberto Villa.
Vicine alla Scuola grigia per intenti rinnovatori anche i contemporanei Macchiaioli toscani e la Scuola di Rivara piemontese, nella quale in seguito confluirono i principali esponenti della Scuola grigia: il De Andrade e il Rayper, in particolare, che con Carlo Pittara si trovarono nel Cenacolo di Rivara del 1861 distaccandosi da Carcare insieme a De Avendaño a favore della nuova scuola di pittura naturale dal vivo (la quale ebbe il suo apice tra il 1866 e il 1876 circa).
Tra i successi della Scuola grigia ci furono la partecipazione all'Esposizione di Parigi del 1867, la creazione della "Scuola Libera di ornato" presso l'Accademia ligustica di belle arti. Nel 1872 furono affidate a loro la progettazione e l'esecuzione dell'addobbo del carro funebre che avrebbe trasportato la salma di Giuseppe Mazzini. Infine, dopo i numerosi riconoscimenti, istituirono anche una "Scuola di paesaggio" presso l'Accademia ligustica.
Alla fine degli anni settanta dell'Ottocento, in seguito all'affermarsi di una scuola di paesaggisti interregionale e soprattutto per la morte dei suoi principali animatori quali il Rayper, la Scuola dei Grigi si dissolse di fatto e i suoi membri aderirono a percorsi individuali o di altri gruppi. Anton Giulio Barrili seppe in seguito raccontare le estati a Carcare in Amori alla macchia.

## Stile
La nota critica Anna Maria Brizio apprezzò la Scuola grigia per «l'avversione al nero e la predilezione delle mezze tinte chiare e delicate».
La Scuola grigia si caratterizzò per un approccio diretto alla natura, in cui si studiava come la luce si diffonde sui paesaggi e li rinnovi; la natura era esperita dal vivo dai pittori e riproposta su tela con tinte chiare e sommesse, toni delicati e argentei, il rifiuto dei neri e dell'eleganza formale e le infinite sfumature dei verdi, a volte densi e compatti nel sottobosco, a volte vivi o sbiaditi sotto la luce, altre volte giallastri e smorti. Anche rispetto al contenuto delle opere era la natura la vera protagonista, spesso quella della colline genovesi, della Bormida e della riviera. Tra i soggetti anche persone del popolo in atteggiamenti quotidiani, immersi nell'ambiente di cui sono parte.
Il D'Andrade scrisse in un suo articolo:
( A. D'Andrade (non firmato), L'esposizione di belle arti nell'Accademia ligustica, in Corriere Mercantile, 30 novembre 1869.)
Una delle tecniche portate avanti dal Fontanesi e poi dal Luxoro e dai Grigi fu il fusain (da fusaggine), con l'uso del carboncino e della matita e di successivi piccoli interventi di gessetto bianco su carta.